# República Popular China en los Juegos Paralímpicos de Pekín 2008
La República Popular China estuvo representada en los Juegos Paralímpicos de Pekín 2008 por un total de 334 deportistas, 199 hombres y 135 mujeres.

## Medallistas
El equipo paralímpico chino obtuvo las siguientes medallas:
| Nombre | Deporte                    | Evento                                      |
| --- | -------------------------- | ------------------------------------------- |
| Oro |                            |                                             |
| Wang Fang | Atletismo                  | 100 m T36 femenino                          |
| Wang Fang | Atletismo                  | 200 m T36 femenino                          |
| Huang Lisha | Atletismo                  | 100 m T53 femenino                          |
| Huang Lisha | Atletismo                  | 200 m T53 femenino                          |
| Wu Qing | Atletismo                  | Disco F35/36 femenino                       |
| Wu Qing | Atletismo                  | Jabalina F35-38 femenino                    |
| Mi Na | Atletismo                  | Disco F37/38 femenino                       |
| Mi Na | Atletismo                  | Peso F37/38 femenino                        |
| Wu Chunmiao | Atletismo                  | 100 m T11 femenino                          |
| Zhou Hongzhuan | Atletismo                  | 800 m T53 femenino                          |
| Meng Genjimisu | Atletismo                  | Disco F40 femenino                          |
| Wang Jun | Atletismo                  | Disco F42-46 femenino                       |
| Yao Juan | Atletismo                  | Jabalina F42-46 femenino                    |
| Qing Suping | Atletismo                  | Jabalina F57/58 femenino                    |
| Tang Hongxia | Atletismo                  | Peso F12/13 femenino                        |
| Zheng Baozhu | Atletismo                  | Peso F42-46 femenino                        |
| Dong Hongjiao Huang Lisha Liu Wenjun Zhang Ting                                                                                                | Atletismo                  | 4 × 100 m T53/54 femenino                   |
| Guo Wei | Atletismo                  | Disco F35/36 masculino                      |
| Guo Wei | Atletismo                  | Jabalina F35/36 masculino                   |
| Guo Wei | Atletismo                  | Peso F35/36 masculino                       |
| Zhang Lixin | Atletismo                  | 200 m T54 masculino                         |
| Zhang Lixin | Atletismo                  | 400 m T54 masculino                         |
| Zhang Zhen | Atletismo                  | 1500 m T11 masculino                        |
| Zhang Zhen | Atletismo                  | 5000 m T11 masculino                        |
| Li Duan | Atletismo                  | Salto de longitud F11 masculino             |
| Li Duan | Atletismo                  | Triple salto F11 masculino                  |
| Xia Dong | Atletismo                  | Jabalina F37/38 masculino                   |
| Xia Dong | Atletismo                  | Peso F37/38 masculino                       |
| Yang Sen | Atletismo                  | 100 m T35 masculino                         |
| Yu Shiran | Atletismo                  | 200 m T53 masculino                         |
| Li Huzhao | Atletismo                  | 800 m T53 masculino                         |
| Qi Shun | Atletismo                  | Maratón T12 masculino                       |
| Fan Liang | Atletismo                  | Disco F53/54 masculino                      |
| Gao Mingjie | Atletismo                  | Jabalina F42/44 masculino                   |
| Zhu Pengkai | Atletismo                  | Jabalina F11/12 masculino                   |
| Li Qiang Li Yansong Liu Xiangkun Yang Yuqing                                                                                                   | Atletismo                  | 4 × 100 m T11-13 masculino                  |
| Li Huzhao Zhang Lixin Zhao Ji Zong Kai | Atletismo                  | 4 × 100 m T53/54 masculino                  |
| Cui Yanfeng Li Huzhao Zhang Lixin Zhao Ji | Atletismo                  | 4 × 400 m T53/54 masculino                  |
| Zhang Chuncui | Esgrima en silla de ruedas | Espada individual A femenino                |
| Ye Ruyi | Esgrima en silla de ruedas | Florete individual A masculino              |
| Ye Ruyi | Esgrima en silla de ruedas | Sable individual A masculino                |
| Hu Daoliang | Esgrima en silla de ruedas | Florete individual B masculino              |
| Hu Daoliang | Esgrima en silla de ruedas | Espada individual B masculino               |
| Tian Jianquan | Esgrima en silla de ruedas | Espada individual A masculino               |
| Bao Daolei Cai Changgui Chen Liangliang Du Jinran Yao Yongquan Chen Liangliang                                                                 | Golbol                     | Torneo masculino                            |
| Xiao Cuijuan | Levantamiento de potencia  | –44 kg femenino                             |
| Bian Jianxin | Levantamiento de potencia  | –60 kg femenino                             |
| Fu Taoying | Levantamiento de potencia  | –67,5 kg femenino                           |
| Li Ruifang | Levantamiento de potencia  | +82,5 kg femenino                           |
| Wu Guojing | Levantamiento de potencia  | –52 kg masculino                            |
| Liu Lei | Levantamiento de potencia  | –75 kg masculino                            |
| Zhang Haidong | Levantamiento de potencia  | –82,5 kg masculino                          |
| Cai Huichao | Levantamiento de potencia  | –90 kg masculino                            |
| Qi Dong | Levantamiento de potencia  | –100 kg masculino                           |
| Xie Qing | Natación                   | 100 m libre S11 femenino                    |
| Jiang Fuying | Natación                   | 50 m mariposa S6 femenino                   |
| Huang Min | Natación                   | 50 m mariposa S7 femenino                   |
| Du Jianping | Natación                   | 50 m espalda S3 masculino                   |
| Du Jianping | Natación                   | 100 m libre S3 masculino                    |
| Wang Xiaofu | Natación                   | 50 m libre S8 masculino                     |
| Wang Xiaofu | Natación                   | 100 m libre S8 masculino                    |
| Xu Qing | Natación                   | 50 m libre S6 masculino                     |
| Xu Qing | Natación                   | 50 m mariposa S6 masculino                  |
| Tian Rong | Natación                   | 50 m mariposa S7 masculino                  |
| Yang Bozun | Natación                   | 100 m espalda S11 masculino                 |
| Du Jianping He Junquan Tang Yuan Yang Yuanrun                                                                                                  | Natación                   | 4 × 50 m libre (20 ptos.) masculino         |
| Du Jianping Li Hanhua He Junquan Tang Yuan Li Peng Xu Qing Yang Yuanrun Tian Rong                                                              | Natación                   | 4 × 50 m estilos (20 ptos.) masculino       |
| Shan Zilong Zhou Yangjing | Remo                       | Scull doble TAMix2x mixto                   |
| Liu Jing | Tenis de mesa              | Individual 1-2 femenino                     |
| Li Qian | Tenis de mesa              | Individual 3 femenino                       |
| Zhou Ying | Tenis de mesa              | Individual 4 femenino                       |
| Ren Guixiang | Tenis de mesa              | Individual 5 femenino                       |
| Lei Lina | Tenis de mesa              | Individual 9 femenino                       |
| Li Qian Liu Jing | Tenis de mesa              | Equipo 1-3 femenino                         |
| Gu Gai Ren Guixiang Zhang Bian Zhou Ying | Tenis de mesa              | Equipo 4-5 femenino                         |
| Fan Lei Hou Chunxiao Lei Lina Liu Meili | Tenis de mesa              | Equipo 6-10 femenino                        |
| Feng Panfeng | Tenis de mesa              | Individual 3 masculino                      |
| Chen Gang | Tenis de mesa              | Individual 8 masculino                      |
| Ge Yang | Tenis de mesa              | Individual 9-10 masculino                   |
| Chen Gang Li Manzhou Qin Xiaojun Ye Chaoqun | Tenis de mesa              | Equipo 6-8 masculino                        |
| Chen Chao Ge Yang Lu Xiaolei Ma Lin | Tenis de mesa              | Equipo 9-10 masculino                       |
| Lin Haiyan | Tiro                       | Pistola de aire SH1 femenino                |
| Cheng Changjie | Tiro con arco              | Recurvo individual W1/W2 masculino          |
| Fu Hongzhi Gao Fangxia Xiao Yanhong | Tiro con arco              | Recurvo por equipos clase abierta femenino  |
| Li Liping Liang Fen Liu Lijuan Lu Chunli Lu Hongqin Sheng Yuhong Tan Yanhua Yang Yanling Zhang Lijun Zhang Xufei Zhong Haihong Zheng Xiongying | Voleibol sentado           | Torneo femenino                             |
| Guo Huaping | Yudo                       | –48 kg femenino                             |
| Cui Na | Yudo                       | –52 kg femenino                             |
| Wang Lijing | Yudo                       | –57 kg femenino                             |
| Yanping Yuan | Yudo                       | +70 kg femenino                             |
| Plata |                            |                                             |
| Liu Wenjun | Atletismo                  | 100 m T54 femenino                          |
| Wu Chunmiao | Atletismo                  | 200 m T11 femenino                          |
| Zhou Hongzhuan | Atletismo                  | 400 m T53 femenino                          |
| Zhang Liangmin | Atletismo                  | Disco F12/13 femenino                       |
| Yang Yue | Atletismo                  | Disco F42-46 femenino                       |
| Wang Ting | Atletismo                  | Disco F54-56 femenino                       |
| Wu Qing | Atletismo                  | Peso F35/36 femenino                        |
| Meng Genjimisu | Atletismo                  | Peso F40 femenino                           |
| Zhong Yongyuan | Atletismo                  | Peso F42-46 femenino                        |
| Zhou Wenjun | Atletismo                  | 100 m T38 masculino                         |
| Zhou Wenjun | Atletismo                  | 200 m T38 masculino                         |
| Fu Xinhan | Atletismo                  | 100 m T35 masculino                         |
| Ma Yuxi | Atletismo                  | 100 m T37 masculino                         |
| Li Yansong | Atletismo                  | 200 m T12 masculino                         |
| Li Huzhao | Atletismo                  | 400 m T53 masculino                         |
| He Chengen | Atletismo                  | 800 m T36 masculino                         |
| Wang Wenbo | Atletismo                  | Disco F35/36 masculino                      |
| Zheng Weihai | Atletismo                  | Disco F57/58 masculino                      |
| Zhang Xuelong | Atletismo                  | Jabalina F37/38 masculino                   |
| Zhang Yingbin | Atletismo                  | Jabalina F55/56 masculino                   |
| Che Mian Chen Yang Ma Yuxi Zhou Wenjun | Atletismo                  | 4 × 100 m T35-38 masculino                  |
| Ye Yaping | Ciclismo en pista          | 500 m contrarreloj LC1-2/CP4 femenino       |
| Zhang Kuidong | Ciclismo en pista          | 1 km contrarreloj LC1 masculino             |
| Zhang Kuidong Zhang Lu Zheng Yuanchao | Ciclismo en pista          | Velocidad por equipos LC1-4 CP3/4 masculino |
| Yao Fang | Esgrima en silla de ruedas | Florete individual B femenino               |
| Yao Fang | Esgrima en silla de ruedas | Espada individual B femenino                |
| Zhang Chuncui | Esgrima en silla de ruedas | Florete individual A femenino               |
| Zhang Lei | Esgrima en silla de ruedas | Florete individual A masculino              |
| Zhang Lei | Esgrima en silla de ruedas | Espada individual A masculino               |
| Tian Jianquan | Esgrima en silla de ruedas | Sable individual A masculino                |
| Chen Shanyong Li Xiaoqiang Wang Yafeng Wang Zhoubin Wei Zheng Xia Zheng Yang Xinqiang Yu Yutan Zhang Qiang Zheng Wenfa                         | Fútbol 5                   | Torneo masculino                            |
| Chen Fengqing Fan Feifei Lin Shan Wang Ruixue Wang Shasha Xu Juan                                                                              | Golbol                     | Torneo femenino                             |
| Cui Zhe | Levantamiento de potencia  | –40 kg femenino                             |
| Zuo Jue | Levantamiento de potencia  | –82,5 kg femenino                           |
| Huang Min | Natación                   | 100 m braza SB7 femenino                    |
| Huang Min | Natación                   | 200 m estilos SM7 femenino                  |
| Guo Zhi | Natación                   | 50 m libre S9 masculino                     |
| Guo Zhi | Natación                   | 100 m libre S9 masculino                    |
| Guo Zhi | Natación                   | 100 m espalda S9 masculino                  |
| Yang Bozun | Natación                   | 100 m braza SB11 masculino                  |
| Yang Bozun | Natación                   | 100 m libre S11 masculino                   |
| Yang Bozun | Natación                   | 400 m libre S11 masculino                   |
| Tang Yuan | Natación                   | 50 m libre S6 masculino                     |
| Tang Yuan | Natación                   | 100 m libre S6 masculino                    |
| Yang Yuanrun | Natación                   | 100 m espalda S6 masculino                  |
| Yang Yuanrun | Natación                   | 200 m estilos SM6 masculino                 |
| He Junquan | Natación                   | 50 m espalda S5 masculino                   |
| He Junquan | Natación                   | 200 m estilos SM5 masculino                 |
| Wang Xiaofu | Natación                   | 100 m braza SB8 masculino                   |
| Lin Furong | Natación                   | 100 m braza SB9 masculino                   |
| Du Jianping | Natación                   | 50 m libre S3 masculino                     |
| Li Hanhua | Natación                   | 200 m libre S3 masculino                    |
| Wei Yanpeng | Natación                   | 100 m mariposa S8 masculino                 |
| Tian Rong | Natación                   | 200 m estilos SM7 masculino                 |
| Wang Jiachao | Natación                   | 200 m estilos SM8 masculino                 |
| Tian Hengheng Wang Jiachao Wang Xiaofu Wei Yanpeng Guo Zhi Wang Renjie Xiong Xiaoming Lin Furong                                               | Natación                   | 4 × 100 m estilos (34 ptos.) masculino      |
| Gu Gai | Tenis de mesa              | Individual 5 femenino                       |
| Liu Meili | Tenis de mesa              | Individual 9 femenino                       |
| Fan Lei | Tenis de mesa              | Individual 10 femenino                      |
| Ye Chaoqun | Tenis de mesa              | Individual 7 masculino                      |
| Ma Lin | Tenis de mesa              | Individual 9-10 masculino                   |
| Bai Gang Guo Xingyuan Zhang Yan | Tenis de mesa              | Equipo 4-5 masculino                        |
| Zhang Cuiping | Tiro                       | Rifle de aire en posición tendida SH1 mixto |
| Zhang Cuiping | Tiro                       | Rifle libre en posición tendida SH1 mixto   |
| Li Jianfei | Tiro                       | Pistola deportiva SH1 mixto                 |
| Fu Hongzhi | Tiro con arco              | Recurvo individual W1/W2 femenino           |
| Gao Fangxia | Tiro con arco              | Recurvo individual de pie femenino          |
| Chen Yegang Cheng Changjie Dong Zhi | Tiro con arco              | Recurvo por equipos clase abierta masculino |
| Xu Zhilin | Yudo                       | –73 kg masculino                            |
| Song Wang | Yudo                       | +100 kg masculino                           |
| Bronce |                            |                                             |
| Wang Juan | Atletismo                  | 100 m T44 femenino                          |
| Dong Hongjiao | Atletismo                  | 100 m T54 femenino                          |
| Zhou Hongzhuan | Atletismo                  | 200 m T53 femenino                          |
| Li Chunhua | Atletismo                  | Disco F37/38 femenino                       |
| Zheng Baozhu | Atletismo                  | Disco F42-46 femenino                       |
| Liu Miaomiao | Atletismo                  | Salto de longitud F12 femenino              |
| Yang Yuqing | Atletismo                  | 100 m T12 masculino                         |
| Yang Yuqing | Atletismo                  | 200 m T12 masculino                         |
| Che Mian | Atletismo                  | 200 m T36 masculino                         |
| Che Mian | Atletismo                  | 400 m T36 masculino                         |
| Ma Yuxi | Atletismo                  | 200 m T37 masculino                         |
| Ma Yuxi | Atletismo                  | Salto de longitud F37/38 masculino          |
| Yu Shiran | Atletismo                  | 100 m T53 masculino                         |
| Xia Dong | Atletismo                  | Disco F37/38 masculino                      |
| Wang Lezheng | Atletismo                  | Disco F42 masculino                         |
| Gao Changlong | Atletismo                  | Jabalina F42/44 masculino                   |
| Chen Hongjie | Atletismo                  | Salto de altura F44/46 masculino            |
| Li Kangyong | Atletismo                  | Salto de longitud F46 masculino             |
| Dong Jingping | Ciclismo en pista          | 500 m contrarreloj LC1-2/CP4 femenino       |
| Dong Jingping | Ciclismo en pista          | Persecución individual LC1-2/CP4 femenino   |
| Zheng Yuanchao | Ciclismo en pista          | 1 km contrarreloj LC2 masculino             |
| Zhou Jufang | Ciclismo en ruta           | Contrarreloj LC1-2/CP4 femenino             |
| Ye Hua | Esgrima en silla de ruedas | Florete individual B femenino               |
| Zhang Liping | Levantamiento de potencia  | –75 kg femenino                             |
| Wu Maoshun | Levantamiento de potencia  | –67,5 kg masculino                          |
| Li Bing | Levantamiento de potencia  | +100 kg masculino                           |
| Xia Jiangbo | Natación                   | 50 m espalda S3 femenino                    |
| Jiang Fuying | Natación                   | 100 m espalda S6 femenino                   |
| Jin Xiaoqin | Natación                   | 100 m mariposa S8 femenino                  |
| Wang Shuai | Natación                   | 100 m mariposa S10 femenino                 |
| Zeng Huabin | Natación                   | 50 m espalda S4 masculino                   |
| Tang Yuan | Natación                   | 100 m espalda S6 masculino                  |
| Xiong Xiaoming | Natación                   | 50 m libre S9 masculino                     |
| Li Hanhua | Natación                   | 100 m libre S3 masculino                    |
| Yang Yuanrun | Natación                   | 100 m libre S6 masculino                    |
| Du Jianping | Natación                   | 200 m libre S3 masculino                    |
| Wang Jiachao | Natación                   | 400 m libre S8 masculino                    |
| He Junquan | Natación                   | 50 m mariposa S5 masculino                  |
| Pei Mang | Natación                   | 50 m mariposa S7 masculino                  |
| Wang Xiaofu | Natación                   | 100 m mariposa S8 masculino                 |
| Guo Zhi | Natación                   | 100 m mariposa S9 masculino                 |
| Xu Qing | Natación                   | 200 m estilos SM6 masculino                 |
| Wang Xiaofu Wei Yanpeng Guo Zhi Xiong Xiaoming                                                                                                 | Natación                   | 4 × 100 m libre (34 ptos.) masculino        |
| Zhang Xiaoling | Tenis de mesa              | Individual 8 femenino                       |
| Hou Chunxiao | Tenis de mesa              | Individual 10 femenino                      |
| Feng Panfeng Gao Yanming Zhao Ping | Tenis de mesa              | Equipo 3 masculino                          |
| Zhang Cuiping | Tiro                       | Rifle deportivo 3 × 20 m SH1 femenino       |
| Dong Chao | Tiro                       | Rifle libre 3 × 40 m SH1 masculino          |
| Dong Chao | Tiro                       | Rifle libre en posición tendida SH1 mixto   |
| Xiao Yanhong | Tiro con arco              | Recurvo individual W1/W2 femenino           |
| Chen Yegang | Tiro con arco              | Recurvo individual de pie masculino         |
| Li Xiaodong | Yudo                       | –60 kg masculino                            |